# Religión sumeria
La religión sumeria se refiere a la mitología, panteón, cosmología y ritos de la civilización sumeria. La religión sumeria repercutió en toda la mitología mesopotámica, sobreviviendo en las sendas de las mitologías y religiones de los acadios, babilonios, asirios y otros grupos culturales.

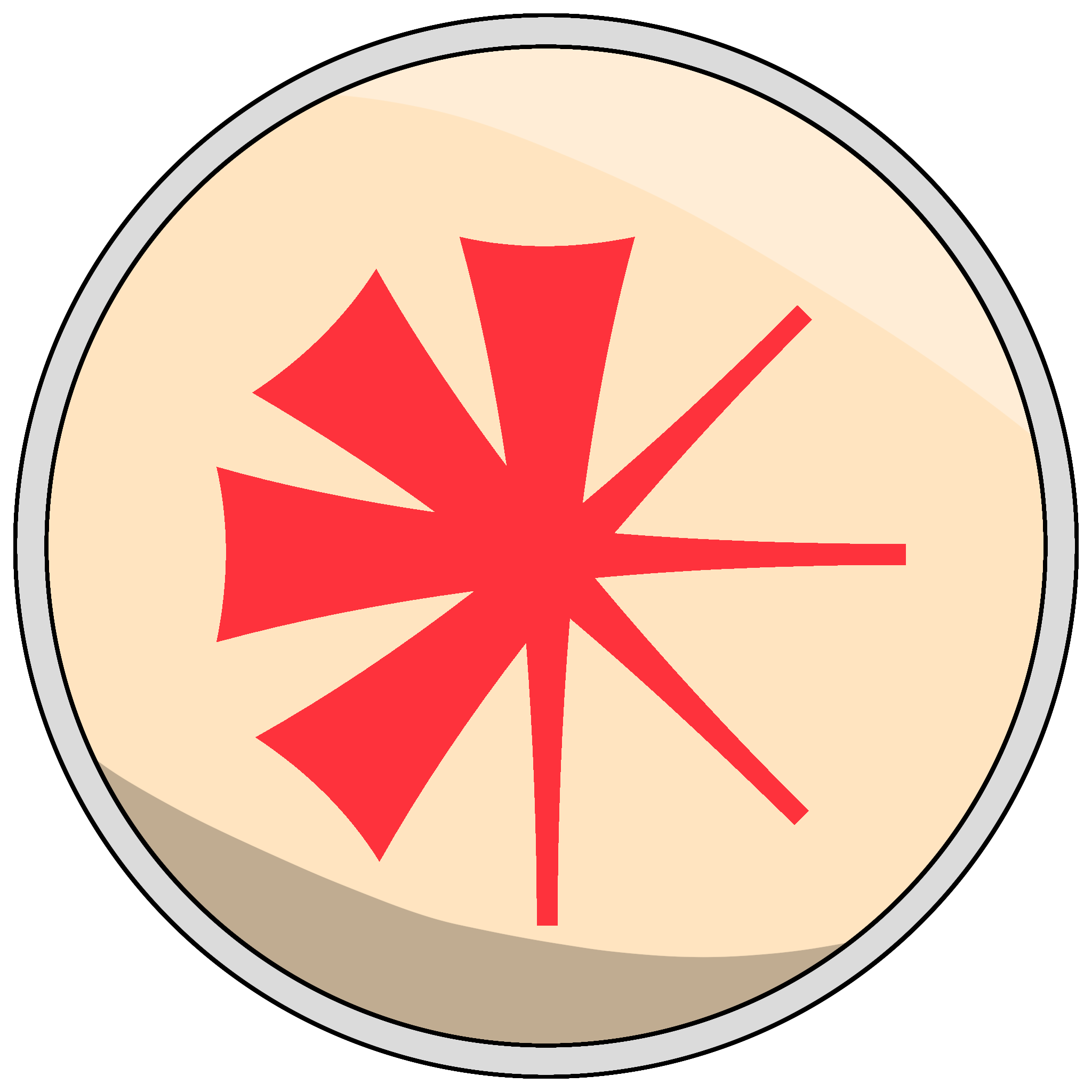
El ideograma "Dingir" (𒀭) cuyo significado es "Deidad" en sumerio.

## Adoración en la cultura sumeria

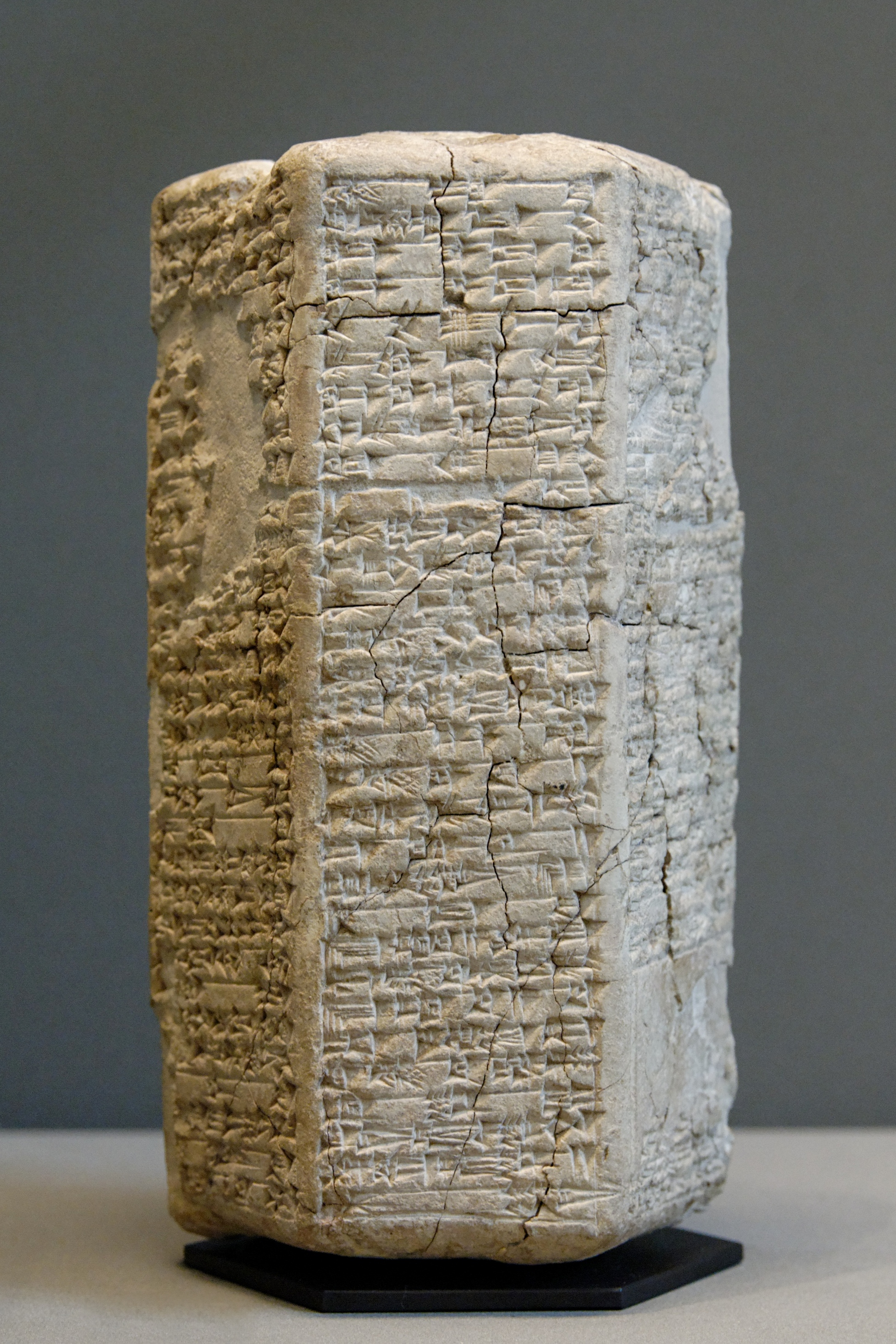
Himno de templo en escritura cuneiforme sumeria en arcilla, dedicado al lugal de Larsa, Iddin-Dagan, c. 1950 a. C.

### Escritos cuneiformes
Los mitos sumerios, inicialmente se transmitieron por la tradición oral hasta la invención de la escritura. La primitiva escritura cuneiforme sumeria fue utilizada principalmente como una herramienta de control administrativo, y no sería hasta el período Dinástico Arcaico (aproximadamente comprendida entre 2900  a. C. y 2334  a. C.), cuando los escritos religiosos llegarían a ser frecuentes, sobre todo en himnos de alabanza de templo y como una forma de "conjuro" o "encantamiento" llamado nam-šub (prefijo + "echar" o "emitir"), que junto a complejos rituales podía conseguir que, por ejemplo, una persona sanase.

### Templos
En las ciudades-estado sumerias, los complejos templarios fueron originalmente pequeños, con estructura elevada artificialmente, de una sola sala. En el período Dinástico Arcaico, los templos sumerios fueron levantados con varias terrazas y salas múltiples. Hacia el final de la civilización sumeria, los zigurat se convertirían en la estructura preferida de templo para los centros religiosos de Mesopotamia.
Los templos sirvieron como sede cultural, religiosa y política hasta aproximadamente el 2500 a. C., cuando con el surgimiento de los reyes militares conocidos como lugales Lu-gal ("hombre" + "grande"), el liderazgo político y militar pasó a encontrarse, a menudo, en otros complejos, los palaciegos.

### Sacerdocio
Hasta la llegada de los lugales, las ciudades-estado sumerias estaban virtualmente bajo un gobierno teocrático controlado por grupos independientes, o sumos sacerdotes. Los sacerdotes eran los responsables de la continuación de las tradiciones culturales y religiosas de su ciudad-estado, y eran vistos como intermediarios entre los seres humanos y las fuerzas cósmicas y terrestres.

### Ceremonia
Durante la tercera dinastía de Ur, se decía que la ciudad-estado sumeria de Lagash tenía 62 "sacerdotes de lamentaciones" que estaban acompañados de 180 cantantes y músicos.

## Cosmología

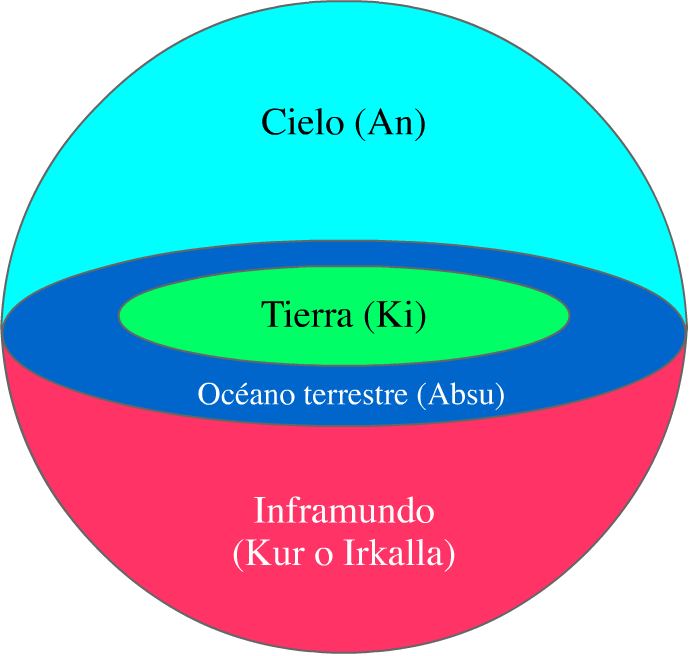
Cosmología sumeria.

Los sumerios imaginaron el universo como una cúpula cerrada, con una base de tierra firme rodeada por un mar de agua salada primordial. Por debajo de la capa terrestre, existía un inframundo llamado Kur, y ambos estaban separados por un océano de agua dulce. A la deidad del firmamento de la cúpula se le llamó An, y a la de la tierra, Ki.
En un primer momento, las creencias sumerias pensaban que el mundo subterráneo era una extensión de la diosa Ki, pero más tarde desarrollaron el concepto de Irkalla (o Kigal). Al mar de agua salada primordial se la llamó Nammu, que llegaría a ser conocida como Tiamat a partir del Renacimiento Sumerio.

### Historia de la creación del mundo
Según la mitología sumeria de la creación, los dioses originalmente crearon a los humanos para que los sirvieran, pues tenían necesidad de ser alimentados y vestidos. El culto era así concebido como una manera de servir a los dioses, pero los liberaron cuando llegaron a ser demasiados para manejarlos.
De la unión primordial entre An y Ki nació Enlil, que se convertiría en el dios supremo del panteón sumerio. Después que las otras deidades desterraran a Enlil de Dilmun (el "hogar de los dioses") por violar a la diosa del aire Ninlil, ésta tuvo un hijo: Nannar, dios de la luna. Nanna y Ningal dieron a luz a Inanna, diosa de la guerra y la fertilidad, y  a Utu, dios del sol.

## Deidades
Los sumerios originalmente practicaban una religión politeísta con deidades antropomorfas que representaban las fuerzas cósmicas y terrestres en su mundo. Durante la mitad del III milenio a. C., las deidades sumerias se hicieron más antropocéntricas y eran "... dioses de la naturaleza transformados en dioses de la ciudad." Dioses como Enki e Inanna eran vistos como si An, dios del cielo o Enlil, dios supremo del panteón sumerio les hubieran asignado el rango, poder y conocimiento.
Este cambio cosmológico puede haber sido causado por la creciente influencia de la vecina religión acadia, o como resultado de las crecientes guerras mantenidas entre las ciudades-estado sumerias. La asignación de determinados poderes a las deidades podrían haber reflejado la designación de los lugales, que recibieron poder y autoridad por parte de la ciudad-estado y su sacerdocio.
En sus textos religiosos, es fundamental también, el concepto sumerio del me uno de los decretos preordenados inmutables de los dioses o fuerza impersonal que fundamenta las instituciones sociales, las prácticas religiosas, los comportamientos, costumbres y las condiciones humanas que hacen posible la civilización.

### Panteón
Los textos religiosos sumerios reflejaban asimismo un intento de sistematización por parte de su élite religiosa, con la tríada de los grandes dioses, An, Enlil y Enki, mediante la divinización de los principios fundamentales, el cielo, la atmósfera y la tierra y, una segunda triada formada por Sin, Inanna y Utu (que se corresponden con la luna, la fertilidad y el sol).
La mayoría de las deidades sumerias pertenecían a una clasificación llamada Anunna ("los descendientes de An"), mientras que siete deidades, incluyendo Enlil e Inanna, pertenecían a un grupo de "jueces del inframundo", conocido como los Anunnaki ("los descendientes de An y Ki "). Durante la tercera dinastía de Ur, se decía que el panteón sumerio constaba de sesenta veces sesenta (3600) deidades, entre las que destacan:
- An (o Anu), dios del cielo y rey de los dioses, venerado en el templo de Uruk;
- Nisaba, diosa, es la escriba del cielo sumerio, además de la inventora de las tablillas de arcilla y del arte de la escritura.
- Enki, dios de la beneficencia, controlador del agua dulce de las profundidades debajo de la tierra y señor de la tierra, venerado en el templo de Eridu;
- Enlil, el dios del viento, venerado en el templo de Nippur;
- Ki, diosa de la tierra;
- Nammu, la diosa-madre;
- Inanna, la diosa del amor y de la guerra (equivalente a la diosa Ishtar de los acadios), venerada también en el templo de Uruk;
- Utu, el dios sol, venerado en Sippar;
- Nannar, el dios luna, venerado en el Zigurat de Ur.